# Fantasiestücke, Op. 12 (Schumann)

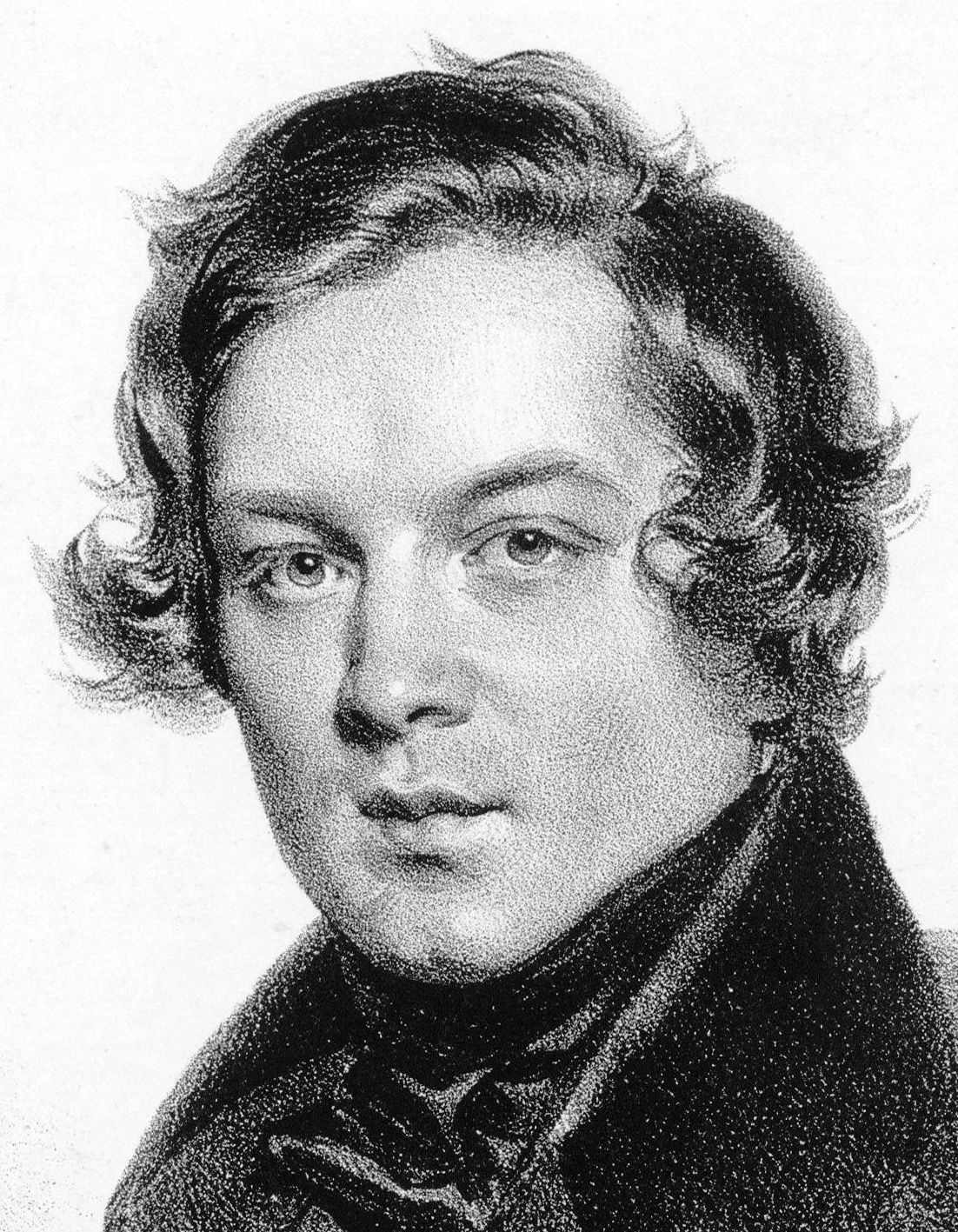
Robert Schumann en 1839.

Fantasiestücke o Phantasiestücke (Piezas de fantasía), Op. 12 es un conjunto de ocho piezas para piano escritas por Robert Schumann en 1837, cuando tenía veintisiete años. El título se inspiró en la colección de 1814-15 de novelas, ensayos, tratados, cartas y escritos sobre música, Fantasiestücke in Callot's Manier (que también incluía la Kreisleriana completa, otra fuente de inspiración para Schumann) de uno de sus autores favoritos, E. T. A. Hoffmann. La obra está dedicada a Fräulein Anna Robena Laidlaw, una consumada pianista británica de 18 años con la que el compositor había entablado una buena amistad.
Schumann compuso las piezas pensando en los personajes Florestán y Eusebius, que representan la dualidad de su personalidad. Eusebius representa su lado soñador, mientras que Florestán representa su lado apasionado. Estos dos personajes se entrecruzan a lo largo de la colección, que termina de forma autorreflexiva con Eusebius en "Ende vom Lied".

## Historia

### Título

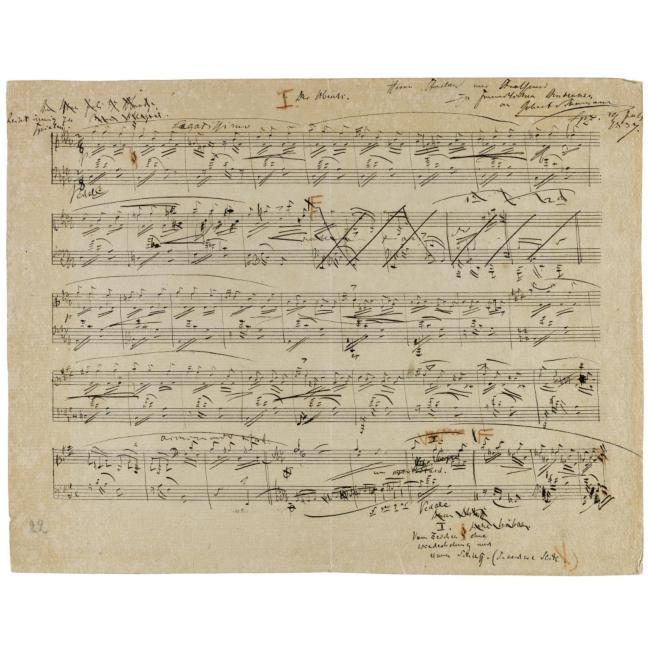
Primera página del borrador de Schumann para "Des Abends".

El título está inspirado en la colección de cartas y escritos sobre música publicada en 1814-1815, Fantasiestücke in Callots Manier del escritor E. T. A. Hoffmann, uno de los autores favoritos de Schumann. El compositor apreciaba mucho el sentido de la fantasía del historietista del siglo XVII.
Esta es una de las cuatro obras compuestas por Robert Schumann que lleva el título de Fantasiestücke (Piezas de fantasía), que son:
- Fantasiestücke, Op. 12 (1837), ocho piezas para piano solo, también basadas en las Fantasiestücke in Callots Manier de E. T. A. Hoffmann.[3]
- Fantasiestücke, Op. 73 (1849), tres piezas para clarinete y piano (ad.lib violín o violonchelo).[4]
- Fantasiestücke, Op. 88 (1842), para piano, violín y violonchelo en cuatro movimientos.[5]
- Fantasiestücke, Op. 111 (1851), tres piezas para piano solo.[6]

### Contexto
En el siglo XIX la Revolución Industrial transformó la economía, desplazó las poblaciones de los campos a las ciudades y creó una sociedad basada en la producción y distribución en serie. El resultado fue una clase media influyente que vivió también transformaciones en la vida musical. Los pianos más asequibles y la música impresa ampliaron el mercado de la práctica musical en los hogares y originaron un torrente de canciones y piezas para piano. Aumentó el público musical y las compañías de ópera, las orquestas profesionales y las salas de concierto crecieron. El piano era el centro musical de la vida en casa. Los años 1820-1850 fueron testigos de muchas mejoras en su diseño que originaron nuevos efectos pianísticos y de ámbito mucho más amplio. En un instrumento así, un pianista podía expresar un pensamiento musical casi tan completo como una orquesta entera o incluso de forma más personal. Estas características hicieron el piano el instrumento del siglo XIX por excelencia.
Los músicos del siglo XIX trabajaban usualmente para el público. La especialización era un camino hacia el éxito, por el que un músico se convertía en virtuoso de un instrumento o compositor de un medio en particular. Otro camino consistía en crear una música que fuera innovadora, individual, evocadora, espectacular, nacionalista, exótica, que sonara característica pero atractiva.
Especialmente hubo dos desarrollos que tuvieron efectos profundos y de larga duración: el surgimiento de un repertorio estable de los clásicos musicales y el distanciamiento cada vez mayor entre la música clásica y la música popular. Estos cambios han configurado nuestra cultura musical actual, donde la música del siglo XIX todavía tiene una fuerte presencia.
Durante el siglo XIX escritores y músicos promovieron nuevos ideales artísticos sobre la música, centrados en la individualidad, la originalidad, la fantasía, la expresión de una pura emoción y con el ánimo de trascender los límites convencionales en la persecución de verdades profundas. Los nuevos estilos e ideas se denominaron Romanticismo.
El Romanticismo musical fue paralelo al movimiento homónimo en la literatura y el arte. De hecho, se complementaron, ya que la literatura tuvo un papel fundamental en el trabajo de la mayoría de los compositores románticos. Así pues, a la hora de poner música a los textos, los compositores buscaban extraer el significado y sentimientos inherentes a ellos o sugeridos por la poesía o el libreto.

### Origen de la obra

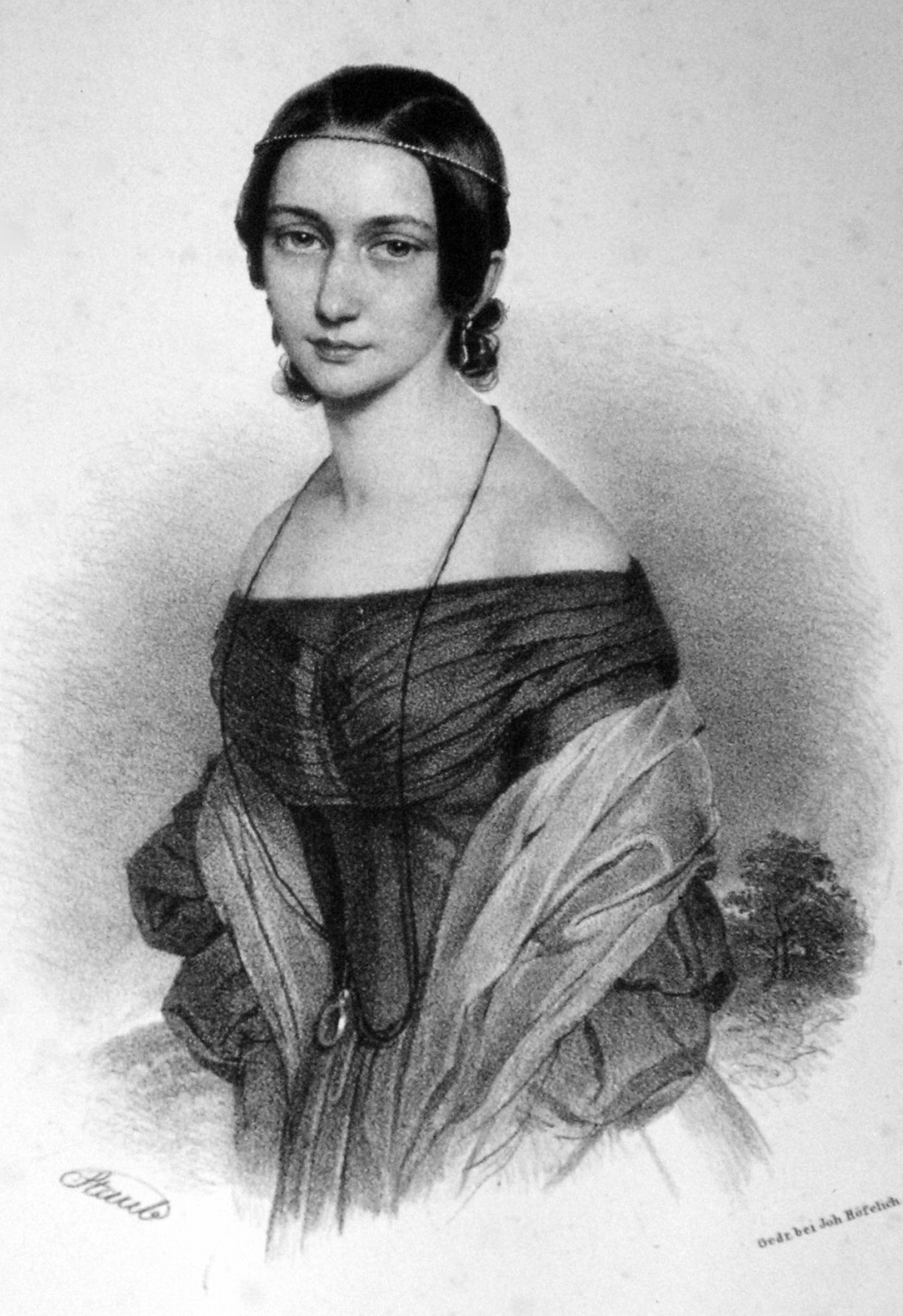
Clara Schumann en 1839.

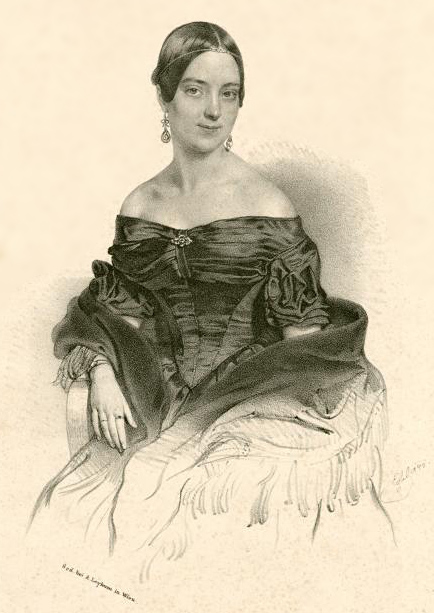
Anna Robena Laidlaw.

La primera mitad de 1837 no fue un período muy feliz en la vida de Robert Schumann, él mismo lo describió como “la hora más oscura”.
En esa época el compositor pidió formalmente al padre de Clara, Friedrich Wieck, el permiso para casarse con ella. Sin embargo, éste se negó. Por aquél tiempo nadie tenía buena opinión de la música de Schumann. En París Chopin se burlaba de su música; Mendelssohn, que era entonces la fuerza musical más poderosa en Alemania, no encontraba muchos elogios para su música, aunque más tarde, cuando comienza a componer sinfonías, sí que le apoyará. Liszt no había logrado imponer con sus recitales las obras de Schumann ante el público.
Así pues, el invierno de 1836-1837 Clara Wieck se distancia de Schumann, el cual queda destrozado y con miedo a enloquecer:

«[I was] up the entire day and night, the most horrible in my life, thinking I might burn up with anxiety. (...) Everything came together –the rapidly approaching separation, fear of being able to carry out my plans, the idea of staying alone in the great city–, I couldn't sleep a wink amidst horrifying thoughts and eternally tormenting, tortuous music.»
 (Estuve todo el día y la noche, lo más horrible de mi vida, pensando que podría quemarme de ansiedad. (...) Salió todo —la separación que se acercaba rápidamente, el miedo de poder llevar a cabo mis planes, la idea de quedarme solo en la gran ciudad—, no podía dormir un poco en medio de pensamientos horribles y una música tortuosa que atormentaba eternamente).

Más adelante, el compositor leyó en un diario que su amada Clara se comprometía con Carl Banck. Por esa razón, Schumann decide entregar su corazón a otra, fuera por necesidad interior, fuera porque le hacía falta la proximidad de una mujer o porque quería sacar a Clara de su reserva. El compositor flirteó con Robena Anna Laidlav, una pianista británica, con la que establece una breve relación y en julio de 1837 le dedica las Fantasiestücke op.12. Sin embargo, se puede observar que el compositor las compuso pensando en Clara Wieck, ya que hace uso de un motivo llamado “Motivo de Clara” (sugerido por Schauffler).
Más adelante, envió una carta a Clara explicando que la pieza "In der Nacht" está basada en el mito de Hero y Leandro, el cual es un símil de su historia amorosa.

## Estructura y análisis
Esta obra está formada por las siguientes piezas:
- 1. "Des Abends" ("Por la tarde") en re bemol mayor / Sehr innig zu spielen (Tocar muy íntimamente).
- 2. "Aufschwung" ("En alza", literalmente "Subida") en fa menor / Sehr rasch (Muy rápido).
- 3. "Warum?" ("¿Por qué?") en re bemol mayor / Langsam und zart (Lenta y tiernamente).
- 4. "Grillen" ("Caprichos") en re bemol mayor / Mit Humor (Con humor).
- 5. "In der Nacht" ("En la noche") en fa menor / Mit Leidenschaft (Con pasión).
- 6. "Fabel" ("Fábula") en do mayor / Langsam (Lentamente).
- 7. "Traumes Wirren" ("Las confusiones del sueño") en fa mayor / Äußerst lebhaft (Extremadamente animado).
- 8. "Ende vom Lied" ("Final de la canción") en fa mayor / Mit gutem Humor (Con buen humor).

### 1. "Des Abends"
"Des Abends" ("Por la tarde") en re bemol mayor / Sehr innig zu spielen (Tocar muy íntimamente).
Schumann, una vez terminada la obra, dio título a esta pieza que introduce al personaje de Eusebius, que sirve como representación simbólica de su yo soñador. Pretendía que la imaginería fuera una "apacible imagen del crepúsculo".

### 2. "Aufschwung"
"Aufschwung" ("En alza", literalmente "Subida") en fa menor / Sehr rasch (Muy rápido).
Schumann concibió "Aufschwung" como una representación del personaje Florestán entregándose a sus deseos, y como describe la Norton Anthology of Western Music "en el apogeo de sus pasiones".

### 3. "Warum?"
"Warum?" ("¿Por qué?") en re bemol mayor / Langsam und zart (Lenta y tiernamente).
El título "¿Por qué?" fue pensado por Schumann para significar la reflexión de Eusebius sobre los excesos de Florestán en "Aufschwung". La pieza continúa con un "interrogatorio amable" y termina con una "respuesta inconclusa."

### 4. "Grillen"
"Grillen" ("Caprichos") en re bemol mayor / Mit Humor (Con humor).
Con su naturaleza caprichosa y estrafalaria, esta pieza representa únicamente a Florestán y sus excentricidades.

### 5. "In der Nacht"
"In der Nacht" ("En la noche") en fa menor / Mit Leidenschaft (Con pasión).
Los dos personajes de Florestán y Eusebius (cuya interacción Schumann intentaba representar dentro de las Fantasiestücke) se unen por primera vez en esta pieza, que tiene tanto de "pasión como de calma nocturna"." Schumann dijo a Clara haber percibido en "In der Nacht" la historia de Hero y Leandro de Franz Grillparzer, aunque no hasta después de escribirla: "Es una antigua y hermosa leyenda romántica. Cuando toco "Die Nacht" [sic] nunca puedo olvidar esta imagen: primero él se zambulle en el mar - ella grita - él responde - él nada a salvo hasta la orilla a través de las olas - ahora las cantilenas mientras se abrazan - luego él debe partir pero no puede soportar separarse - hasta que la noche envuelve de nuevo todo en oscuridad. - Por supuesto, me imagino a Hero exactamente como tú; y si estuvieras sentado en lo alto de un faro, probablemente yo también aprendería a nadar. Pero dime si tú también crees que esta imagen encaja con la música".

### 6. "Fabel"
"Fabel" ("Fábula") en do mayor / Langsam (Lentamente).
Al igual que el número anterior, también yuxtapone el lado apasionado y soñador del autor dentro de la misma obra (en lugar de representar cada uno por separado, como en el primer caso). La tonalidad de do mayor rompe con el patrón de re bemol mayor / fa menor establecido en las piezas precedentes. En esta composición la naturaleza caprichosa de Florestán se contrapone a la tranquilidad etérea de Eusebius, dando como resultado una "plácida narrativa unida a ricas vetas de humor".

### 7. "Traumes Wirren"
"Traumes Wirren" ("Las confusiones del sueño") en fa mayor / Äußerst lebhaft (Extremadamente animado).
El título alude a la lucha entre los sueños y las pasiones del compositor. En este número la cualidad soñadora de Schumann, representada por el personaje de Eusebius, se ve enredada por las pasiones de Florestán, que simboliza su lado más emocional. Al igual que la obra anterior, también se aleja del esquema de tonalidad establecido de re bemol mayor / fa menor, ya que está escrita en la tonalidad de fa mayor, que es también la tonalidad de "Ende vom Lied", el siguiente número. La composición es rítmicamente intensa y se caracteriza por un pulso rápido.

### 8. "Ende vom Lied"
"Ende vom Lied" ("Final de la canción") en fa mayor / Mit gutem Humor (Con buen humor).
El compositor describió esta pieza como una combinación de campanas de boda y campanas fúnebres. En una carta a su prometida Clara Wieck, que se convertiría en su esposa, Clara Schumann, tres años más tarde, escribió sobre esta última obra: "Al final todo se disuelve en una alegre boda - pero mi angustia por ti volvió al final, y las campanas de boda suenan como mezcladas con un toque de difuntos".

## Recepción de la obra
Las Fantasiestücke fueron publicadas en febrero de 1838 e inmediatamente tuvieron una cálida acogida. El pianista Adolf von Henselt interpretó "Des Abends" en un recital celebrado en Dresde, incluso antes de que fueran publicadas, y Clara Wieck por su parte, incluyó varias de las piezas en su programa del recital que tuvo lugar en Viena del 4 de marzo de 1838.
El 25 de noviembre de 1838 Robena Ann Laidlaw escribió al compositor desde Berlín: 

«Your Fantasiestücke give pleasure everywhere; I have played them in Danzig and Szczecin and will play them to the Princess in a couple of evenings.»

(Vuestras Fantasiestücke gustan por todas partes; las he tocado en Danzig y en Szczecin y las tocaré ante la princesa en un par de vísperas).

En mayo de 1838 Franz Liszt también escribió a Schumann:

«The Carnaval and Fantasiestücke have captured my interest in an extraordinary way. I play them truly with delight, and Lord knows there are not many things of which I can say the same.»

(El Carnaval y las Fantasiestücke han capturado mi interés de una manera extraordinaria. Las toco con verdadero placer, y Dios sabe que no puedo decir lo mismo de muchas cosas).

Seguramente las opus 12 tuvieron mejor aceptación que otros ciclos de este mismo compositor, puesto que en las Fantasiestücke existe una estrategia de coherencia compositiva entre los movimientos. El ciclo generalmente está en las tonalidades relacionadas de re bemol mayor y fa mayor y este hecho, entre otros, provoca comodidad auditiva en el oyente.